# Avenir Berck Basket Rang du Fliers-Opale Sud
El Avenir Berck Basket Rang du Fliers-Opale Sud es un equipo de baloncesto francés con sede en la ciudad de Berck, que compite en la NM1, la tercera competición de su país. Disputa sus partidos en el  Palais des Sports, con capacidad para 3.000 espectadores.

## Posiciones en liga
- 1989 - (11-Pro B)
- 1990 - (8-Pro B)
- 1991 - (Pro B)
- 1992 - (6-Pro B)
- 1993 - (Pro B)
- 1994 - (Pro B)
- 2011 - (NM3)
- 2012 - (3-NM2)
- 2013 - (2-NM2)
- 2014 - (2-NM2)
- 2015 - (1-NM2)
- 2016 - (16-NM1)
- 2017 - (3-NM2)
- 2018 - (4-NM2)
- 2019 - (7-NM2)
- 2020 - (4-NM2)
- 2021 - (4-NM2)
- 2022 - (1-NM2)

## Palmarés
- Campeón LNB - 1973, 1974
- Campeón Copa de Francia UFOLEP - 1968
- Campeón Francia Féderal - 1968
- Campeón NM3 - 2011
- Segundo Grupo C NM2 - 2013